# Gracixalus gracilipes
Gracixalus gracilipes är en groddjursart som först beskrevs av Bourret 1937.  Gracixalus gracilipes ingår i släktet Gracixalus och familjen trädgrodor. IUCN kategoriserar arten globalt som livskraftig. Inga underarter finns listade i Catalogue of Life.